# Llano de la Puerta, Benito Juárez
Llano de la Puerta är en ort i Mexiko.   Den ligger i kommunen Benito Juárez och delstaten Guerrero, i den södra delen av landet, 290 km sydväst om huvudstaden Mexico City. Llano de la Puerta ligger 13 meter över havet och antalet invånare är 295.
Terrängen runt Llano de la Puerta är platt söderut, men norrut är den kuperad. Runt Llano de la Puerta är det ganska glesbefolkat, med 47 invånare per kvadratkilometer. Närmaste större samhälle är San Jerónimo de Juárez, 8,0 km öster om Llano de la Puerta. Omgivningarna runt Llano de la Puerta är en mosaik av jordbruksmark och naturlig växtlighet.